# Гадолиев, Курбоншо
Курбоншо Гадолиев (1908, к. Хабост, Ферганская область, Российская империя — 1989) — советский и таджикский хозяйственный, государственный и партийный деятель.

## Биография
Родился в 1908 году в кишлаке Хабост. Член ВКП(б) с 1932 года.

### Образование
С 1933 по 1934 — слушатель Ленинградских курсов национальных меньшинств Советского Востока. 
С 1935 по 1936 — слушатель Курсов марксизма-ленинизма при ЦК КП(б) Таджикистана. 
С 1943 по 1945 — слушатель Высшей школы партийных организаторов при ЦК ВКП(б). 
С 1948 по 1951 — слушатель Высшей партийной школы при ЦК ВКП(б).

### Трудовая деятельность
С 1927 года — на хозяйственной, общественной и политической работе. В 1927—1964 гг. — учитель школы в Шунганском районе, на партийных должностях в райкомах ВКП(б), 2-й секретарь Областного комитета КП(б) Таджикистана Горно-Бадахшанской автономной области, секретарь ЦК КП(б) Таджикистана по угольной и нефтяной промышленности,
1-й секретарь Областного комитета КП(б) Таджикистана Горно-Бадахшанской автономной области, секретарь Сталинабадского городского комитета КП(б) Таджикистана, министр местной промышленности Таджикской ССР, заведующий Горно-Бадахшанским областным финансовым отделом, заместитель председателя Горно-Бадахшанского облисполкома, председатель Шугнанского райисполкома, Хорогского горисполкома, председатель Горно-Бадахшанской областной плановой комиссии.
Избирался депутатом Верховного Совета СССР 2-го и 3-го созывов.
Умер в 1989 году.